# شيكو أوليفيرا
شيكو أوليفيرا (27 يناير 1964 في موزمبيق - 1 أكتوبر 2006) هو لاعب كرة قدم برتغالي في مركز الدفاع. لعب مع نادي ماريتيمو.

## وصلات خارجية
- شيكو أوليفيرا على موقع قاعدة بيانات كرة القدم.إي يو (الإنجليزية)